# 깁슨 ES-330

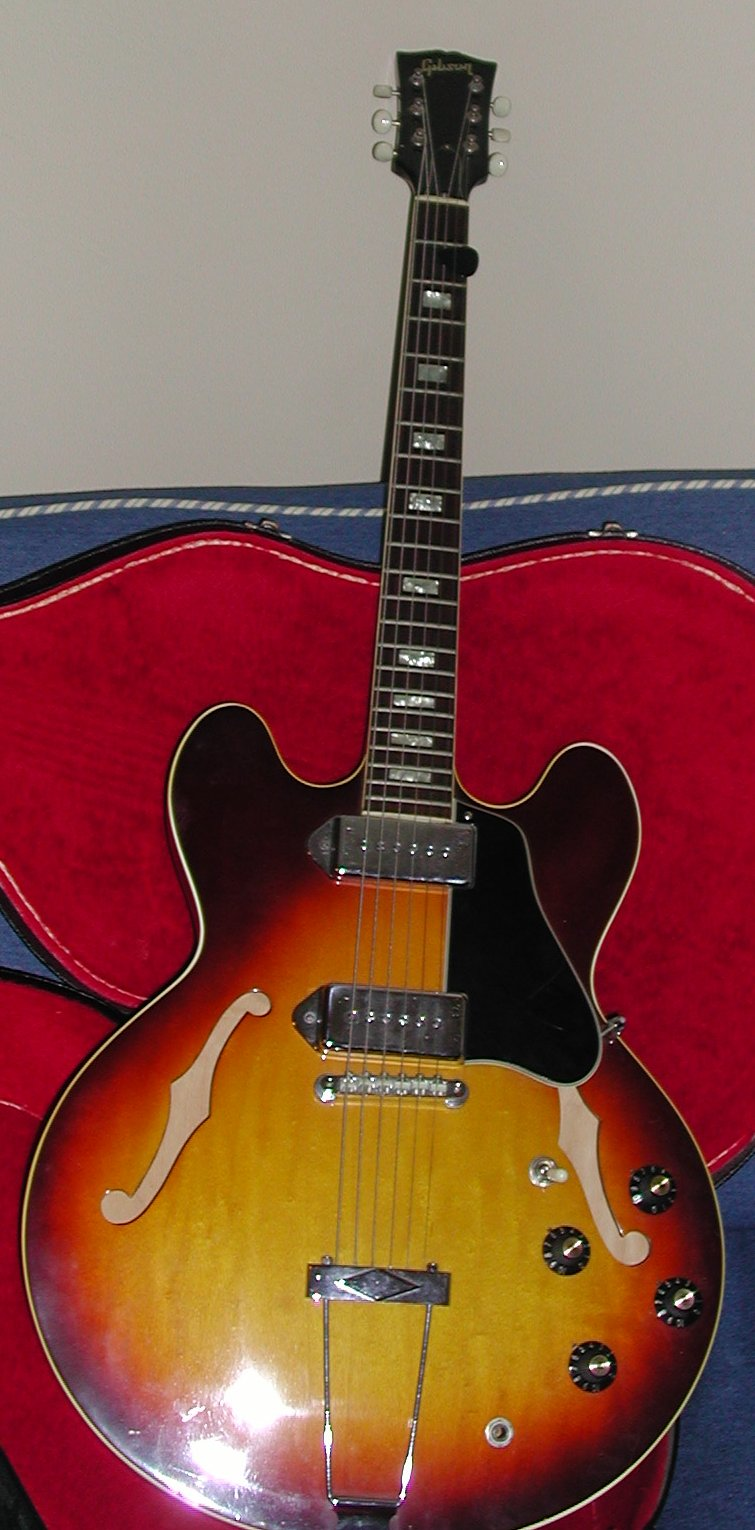

깁슨 ES-330(Gibson ES-330)은 깁슨사의 씬라인 할로우바디 일렉트릭 기타다.
깁슨 ES-335는 세미 할로우바디 기타이고 ES-330와 다르다. 블랙 플라스틱 커버로된 Single coil P-90 픽업을 2개 사용한다.
테일피스는 보통 trapeze 또는 Bigsby를 사용한다.